# Transfokator

Uproszczony schemat działania transfokatora

Transfokator (ang. focal – ogniskowy, od focus – ognisko planimetryczne, optyczne, akustyczne itd.; łac. trans – za, poza; łac. focus – ognisko) – szczególny rodzaj obiektywu zmiennoogniskowego posiadający właściwość parafokalności, tj. taki w którym ognisko nie przesuwa się podczas zmiany długości ogniskowej obiektywu. Transfokator jest nieodzowny w kamerach filmowych np. w celu zrobienia ujęcia, w którym występuje płynne zbliżenie z planu dalszego do bliższego. W aparatach fotograficznych transfokator nie jest wymagany, ponieważ w większości wypadków przed wykonaniem zdjęcia następuje ponowne ustawienie ostrości.
Ze względów ekonomicznych, w aparatach fotograficznych używających wyłącznie automatycznego ogniskowania montowane są proste obiektywy zmiennoogniskowe, które są dużo tańsze od transfokatorów, co nie przeszkadza ich producentom nazywać je zoom, która jest angielską nazwą transfokatora.